# Estació de Sagunt
L'Estació de Sagunt és una estació ferroviària situada a l'est del nucli urbà de Sagunt (Camp de Morvedre), vora l'avinguda del País Valencià. Disposa dels serveis de les línies C-5 i C-6 de la xarxa de Rodalies Renfe de València. A més de trens de rodalies, hi paren trens de Mitjana Distància Renfe de les línies L6 i L7 i alguns trens de Llarg Recorregut com els Alaris, Alvia o el Talgo.

## Serveis ferroviaris
| Procedència/Destinació     | <                    | Línia  | >                   | Procedència/Destinació              |
| -------------------------- | -------------------- | ------ | ------------------- | ----------------------------------- |
| Rodalies València de Renfe |                      |        |                     |                                     |
| València-Nord              | Puçol                | C-5    | Gilet               | Caudiel                             |
| València-Nord              | Puçol                | C-6    | Les Valls           | Castelló de la Plana                |
| València-Nord              | Puçol                | CIVIS  | Nules-La Vilavella¹ | Castelló de la Plana                |
| Mitjana Distància de Renfe |                      |        |                     |                                     |
| València-Nord              | València-Cabanyal    | L-6    | Sogorb-Ciutat       | Terol Saragossa-Delicias Osca       |
| València-Nord              | València-Cabanyal    | 50     | Vila-real           | Tortosa Barcelona-Estació de França |
| Llarg Recorregut de Renfe  |                      |        |                     |                                     |
| Barcelona-Sants            | Castelló de la Plana | Alaris | València-Nord       | València-Nord Alacant-Terminal      |
| Barcelona-Sants            | Castelló de la Plana | Talgo  | València-Nord       | Múrcia del Carmen                   |

1. Aquesta és l'estació anterior o següent als trens CIVIS